# بانکسیا مرداب
بانکسیای مرداب (نام علمی: Banksia telmatiaea) نام یک گونه از سرده بانکسیا است.